# 郎酒
郎酒是四川泸州古蔺县二郎鎮出产的一种酱香型白酒，使用二郎滩郎泉之水酿制，因此得名。郎酒为中国地理标志产品。
1920年二郎滩惠川槽房（老槽房）采用大曲酒生产工艺，试制回沙郎酒。1925年，经贵州茅台荣和酒房酒师张子兴指导，开始用茅台工艺酿造回沙大曲，时仅一个窖池。1929年改名仁寿酒坊，发展为三个窖池。一次投粮8万余斤，产品命名为回沙郎酒，简称郎酒。1934年酒房解体停产。1938年邓惠川与莫邵成合办成记惠川老槽房，恢复生产。
1933年，雷绍清创办集义酒厂，并以当地的名称为之命名为“郎酒”，这是郎酒作为正式商品名称第一次出现。郎酒和茅台有很深的渊源，因为两种酒所用的水是一个源头，而集义酒厂酿制郎酒的师傅原来是酿制茅台的，郎酒厂从1972年起便接受中国政府关于实验异地茅台的任务，是4个异地茅台的实验酒厂之一。同时茅台和郎酒并称为中国两大酱香型白酒，而郎酒的醬香較之茅台更為馥郁而濃烈。